# Tainan
Tainan (臺南市 în chineza tradițională, în limba hokkien POJ: Tâi-lâmm), oficial Tainan City, este o municipalitate specială a Taiwanului, care se află pe țărmul sud-estic al Strâmtorii Formosa (Strâmtoarea Taiwan). Tainan este cel mai vechi oraș de pe insula Taiwan și este cunoscut și sub denumirea de „Orașul capitală” (în chineză 府城; POJ: Hú-siâⁿ) datorită celor peste 200 de ani cât a fost capitală a Taiwanului sub stăpânirea generalului Koxinga și ulterior a dinastiei Qing. Istoria complexă a evoluției, redefinirii și reînnoirii orașului Tainan i-a adus porecla populară de „Orașul Phoenix”.
În calitate de cea mai veche zonă urbană din Taiwan, Tainan a fost înființat inițial de Compania Olandeză a Indiei de Est (VOC) ca bază de conducere și de comerț și a fost numit Fort Zeelandia în perioada stăpânirii insulei de către olandezi. După ce coloniștii olandezi au fost înfrânți de Koxinga în 1661, Tainan a devenit capitală a Regatului Tungning până în 1683 și, ulterior, capitală a Prefecturii Taiwan, sub stăpânirea dinastiei Qing până în 1887, când noua capitală provincială a fost mutată la Taipei. Tainan este considerat din punct de vedere istoric ca unul dintre cele mai vechi orașe din Taiwan și s-a pretins că fostul său nume, Tayouan, s-ar afla la originea numelui „Taiwan”. El este, de asemenea, una dintre capitalele culturale ale Taiwanului pentru cultura populară bogată, inclusiv faimoasa bucătăria sa tradițională și mâncărurile locale făcute pe stradă, ritualurile taoiste conservate în mare măsură și alte tradiții locale vii care acoperă întreaga viață a omului, de la nașterea copiilor până la înmormântări. Orașul conține primul templu-școală confucianist din Taiwan, construit în 1665, rămășițele porților de est și de sud ale orașului vechi și numeroase alte monumente istorice. Autoritățile orașului Tainan pretind că au mai multe temple budiste și taoiste decât orice alt oraș din Taiwan.

## Istoric

### Istoria veche
Săpăturile arheologice din districtul Zuojhen sugerează că regiunea Tainan a fost locuită cu cel puțin 20.000 de ani până la 31.000 de ani mai devreme. Tribul autohton Siraya a stăpânit regiunea până în secolul al XVI-lea. Populația sakam din subtribul sinkan a locuit în zona orașului actual. Alte subtriburi sirayene, precum Soelangh, Mattauw și Baccloangh, au locuit în împrejurimi.
Până la sfârșitul secolului al XVI-lea, comercianții și pescarii chinezi au înființat mai multe baze de-a lungul coastei de vest a insulei și pe un banc de nisip din Marea Interioară Taikang (臺江內海; Tâi-kang lāi-hái), în largul golfului satului Sakam (Fort Provintia de astăzi). Chinezii au adoptat numele Taioan (actualul Anping) ca nume al bancului de nisip. Puțin mai la nord de Taioan, de-a lungul țărmului, lângă Bassemboy (北線尾; Pak-siàn-bóe), comercianții japonezi au stabilit baze maritime pentru comerțul cu China. Chinezii și japonezii făceau comerț încă din vechime cu poporul sirayan. Ei aduceau alimente și sare, primind în schimb piei de căprioare și carne uscată de căprioară. Populația Siraya a fost influențată atât de cultura și stilul de viață chinez, cât și de cultura și stilul de viață japonez. Localnicii au început să folosească cuvinte chinezești în limba lor și să utilizeze sabia japoneză tantō în ritualurile religioase și au migrat înspre interiorul insulei din cauza afluxului de migranți. Până la sosirea europenilor, influența comercianților și pescarilor chinezi și japonezi devenise deja proeminentă.

### Colonie olandeză

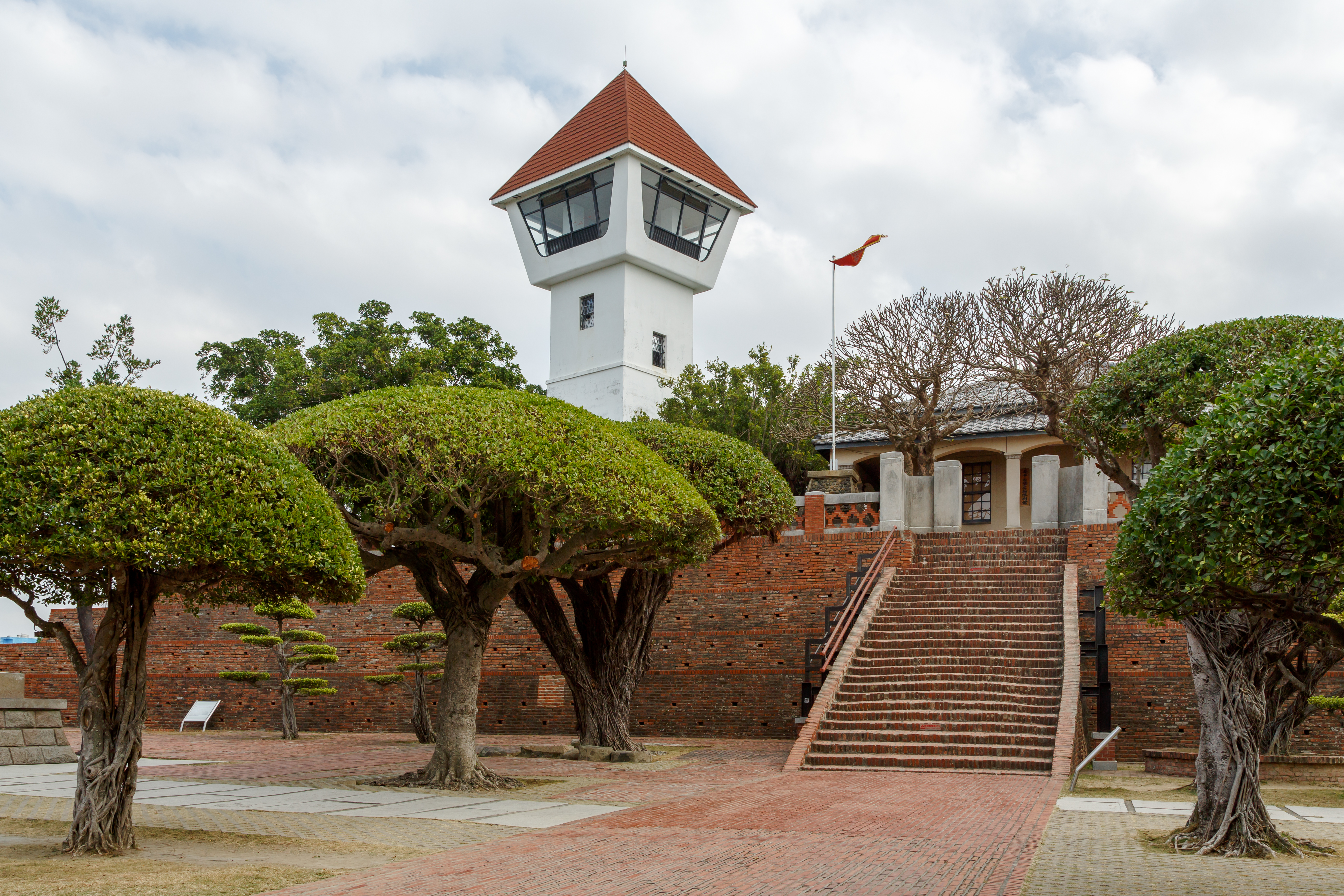
Fortul Anping (locul unde s-a aflat Fortul Zeelandia)

Primii coloniști olandezi au încercat, dar nu au reușit, să controleze Macao și insulele Penghu. În iulie 1622 negustorul de textile al Companiei Olandeze a Indiilor de Est Cornelis Reyersz a navigat în Taiwan în căutarea unui loc potrivit pentru a construi un post comercial. În 1624 a înființat un mic fort numit „Orange” pe peninsula nisipoasă care era cunoscută ca Tayouan (actualul Anping). Fortul a fost apoi extins și redenumit Fort Zeelandia. Așezarea a fost concepută inițial ca bază pentru atacarea rivalilor spanioli și ca un post de comerț între China și Batavia (Indonezia). Ulterior, postul a devenit centrul comerțului olandez între China, Japonia și Europa. În timpul administrației lui Pieter Nuyts (1627–1629) a existat o ostilitate între comercianții olandezi și japonezi, ceea ce a făcut ca Nuyts să fie ținut ostatic la un moment dat de un comerciant japonez pe nume Hamada Yahee.
Campania olandeză de pacificare a Formosei a fost o serie de acțiuni militare și mișcări diplomatice întreprinse în 1635 și 1636. Olandezii au urmărit să supună satele autohtone ostile din regiunea de sud-vest a insulei. În 1642 olandezii au capturat garnizoana spaniolă din golful Santisima Trinidad din Keelung. Compania Olandeză a Indiilor de Est a devenit prima autoritate care a pretins controlul asupra întregii Formosa, cu sediul guvernamental la Fort Zeelandia.
Au apărut tensiuni între locuitorii chinezi și olandezi din Taiwan, din cauza impozitării împovărătoare practicate de olandezi și a participării olandeze la jafurile care au avut loc în perioada prăbușirii dinastiei Ming. În cele din urmă, acest conflict a dus în 1652 la Răscoala lui Guo Huaiyi, care a fost scurtă, dar sângeroasă. Olandezii au zdrobit răscoala numai cu ajutorul localnicilor sinkanezi.
Localitățile din apropierea fortului Zeelandia s-au extins datorită postului comercial olandez din zonă. În 1653 olandezii au construit un nou fort, Fort Provintia, în zona Sakam, ca centru pentru o colonie agricolă. Olandezii i-au încurajat pe fermierii chinezi să imigreze în Taiwan pentru a cultiva orez și trestie de zahăr. Așezarea olandeză din sudul Taiwanului a avut atât de mult succes, încât, până în anii 1650, a depășit Batavia.

### Regatul Tungning

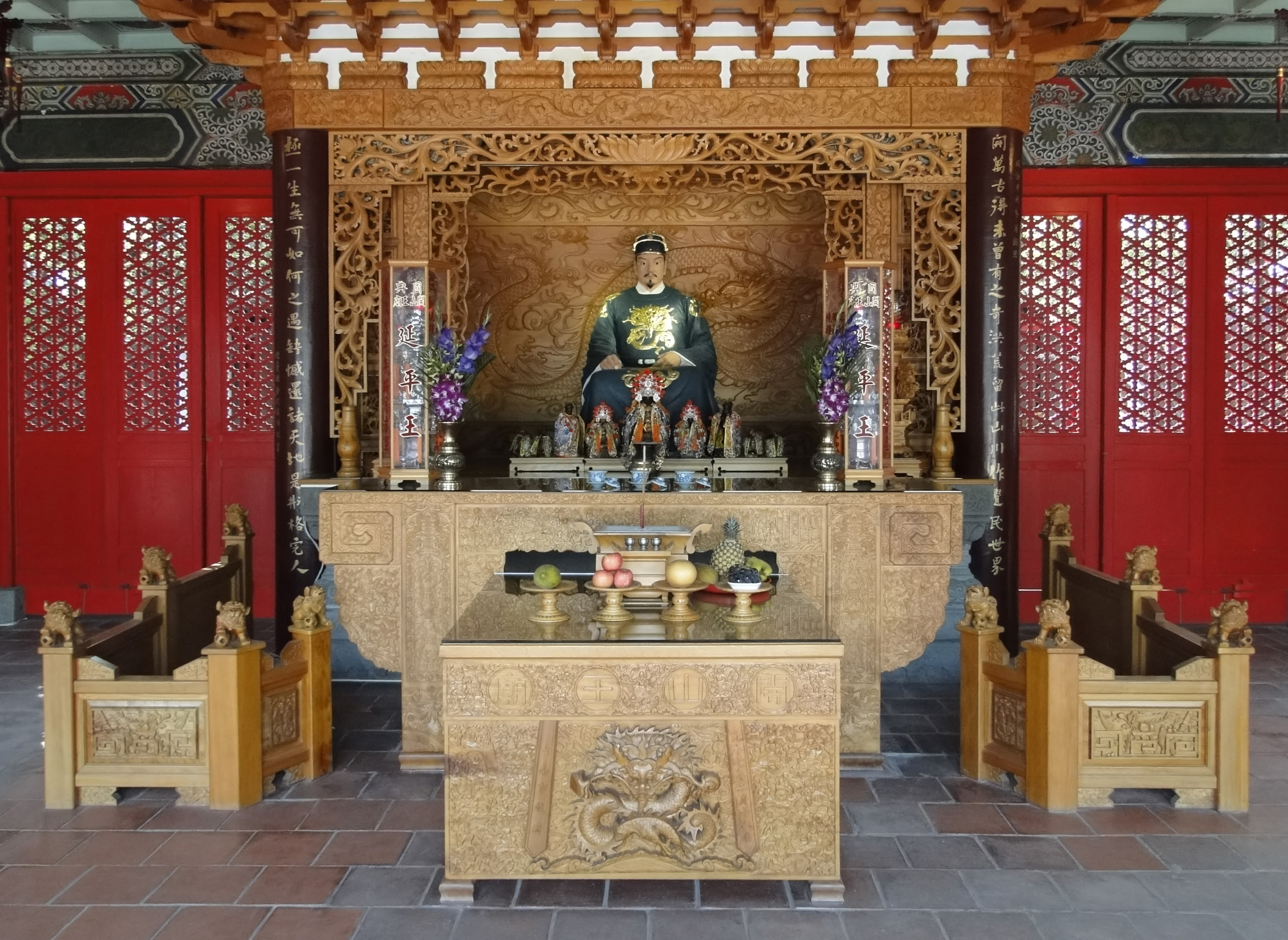
Statuia lui Koxinga din Altarul Koxinga

Koxinga (cunoscut și sub numele de Zheng Chenggong) a fost un militar loial dinastiei Ming și comandantul principal al trupelor Ming de pe frontul maritim pentru împărații de mai târziu ai dinastiei. În 1661 Koxinga i-a atacat pe coloniștii olandezi din Taiwan. După un asediu care a durat nouă luni, guvernatorul olandez al Taiwanului, Frederik Coyett, a predat Fort Zeelandia în mâinile lui Koxinga la 1 februarie 1662. Acest lucru a pus efectiv capăt celor 38 de ani de administrare olandeză a Taiwanului. Koxinga s-a dedicat apoi transformării Taiwanului într-o bază militară pentru loialiștii care doreau să restabilească dinastia Ming.
Koxinga a intenționat ca Taiwanul să devină o bază pentru mișcarea loialistă Ming. Fort Provintia a fost redenumit Tungtu, iar Fort Zeelandia a devenit Anping. Koxinga a înființat colonii militare pe câmpiile din împrejurimi pentru a-și hrăni mai bine unitățile militare. Multe suburbii din jurul orașului Tainan includ astăzi în numele lor „Ying”, „Jia” și „Tian”, toate derivate de la acest eveniment. După moartea lui Koxinga în 1662, fiul său, Zheng Jing, a schimbat numele Dongdu în Dong Ning. Principalul său ministru, Chen Younghua, a introdus birocrația chineză, a construit primul templu confucianist de pe insulă și a început extragerea sării în zonele de coastă. Britanicii au fost invitați să înființeze un post comercial în Anping pentru a continua comerțul între Taiwan, Japonia și Asia de Sud-Est. Acest lucru a contribuit la menținerea regiunii ca un centru al comerțului.

### Dinastia Qing

Jieguanting (接官亭) în Go-tiau-kang, poarta Tainanului către mare în timpul dinastiei Qing

Moartea lui Zheng Jing în 1681 a fost urmată de o luptă pentru succesiune. Profitând de avantajul reprezentat de înfrângere, la 17 iulie 1683, comandantul naval Qing Shi Lang a învins flota Regatului Tungning în bătălia de la Penghu. Două zile mai târziu, trupele dinastiei Qing au debarcat la Tungning, întâmpinând puțină rezistență. În 1684 regatul a fost încorporat în Imperiul Qing ca parte a provinciei Fujian, încheind o perioadă de două decenii de guvernare de către familia Zheng. A fost înființată Prefectura Taiwan, cu sediul prefectural Taiwanfu în Tainanul modern.
În 1721 țăranii chinezi și triburile indigene s-au răsculat împotriva guvernării corupte a dinastiei Qing. Rebelii, conduși de Zhu Yigui, au capturat Tainanul fără luptă. Au izbucnit curând tulburări în cursul cărora rebelii s-au luptat între ei. Ordinea a fost restaurată abia după ce o armată Qing a fost trimisă din China continentală. Zhu a fost capturat și executat. Întrucât legislația dinastiei Qing interzicea construirea de ziduri de apărare în Taiwan, autoritățile Qing au decis să creeze o graniță defensivă în jurul orașului prin plantarea unei păduri de bambus în jurul perimetrului. După mai multe răscoale ce au avut loc în întreaga insulă, a început construcția unui zid al orașului la sfârșitul anilor 1780.
O inundație din 1823 a adus cantități mare de aluviuni din râurile din apropiere, care au format o câmpie fertilă largă în zona golfului Taijiang, între Tainan și Anping. A fost construit un sistem de canale numit Go-tiau-kang (五條 港; Pe̍h-ōe-jī) pentru a menține în funcțiune portul Tainan, dar navele mari nu mai puteau să intre în golf.
După 174 de ani de restricții asupra comerțului cu europenii, autoritățile dinastiei Qing au redeschis portul Anping ca parte a tratatului de la Tianjin în urma celui de-al Doilea Război al Opiului din 1858. Oficiul vamal Anping a fost înființat în 1864. Comercianții occidentali au construit posturi comerciale în apropierea ruinelor Fortului Zeelandia.
În urma uciderii a 54 de marinari japonezi de către localnicii Paiwan în apropierea extremității de sud-vest a Taiwanului, în 1871, organizarea unei expediții japoneze de pedepsire a locuitorilor Taiwanului în 1874 a dezvăluit fragilitatea stăpânirii dinastiei Qing asupra Taiwanului. Drept urmare, guvernul dinastiei Qing l-a trimis în Taiwan pe comisarul imperial Shen Baozhen pentru a consolida apărarea insulei. În Tainan, Shen a făcut mai multe eforturi pentru modernizarea apărării, invitând ingineri francezi pentru a proiecta Castelul Aurului Etern din Erkunshen. El a recomandat, de asemenea, crearea unei legături prin cablu telegrafic între Tainan și Amoy. Unele părți ale castelului au fost construite folosind cărămizi luate din Fort Zeelandia.
În 1885 guvernul dinastiei Qing a început lucrările pentru dezvoltarea insulei în provincia Taiwan. Capitala insulei (și titulatura sa „Taiwanfu”) a fost mutată la Toatun (actualul Taichung). Numele vechiului Taiwanfu a fost schimbat în Tainanfu, sediul Prefecturii Tainan.

### Stăpânirea japoneză

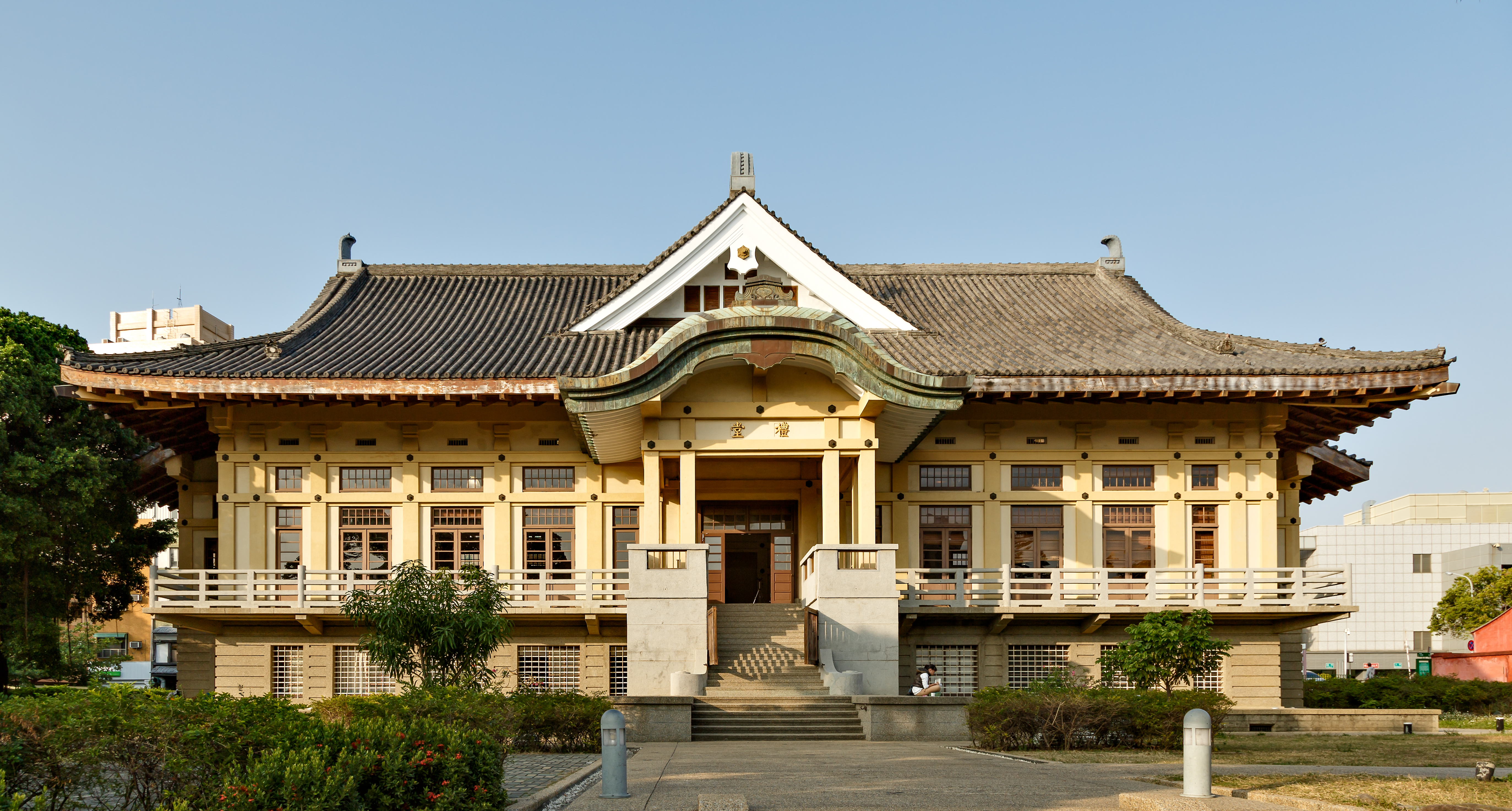
Tainan Butokuden (Sala Artelor Marțiale)

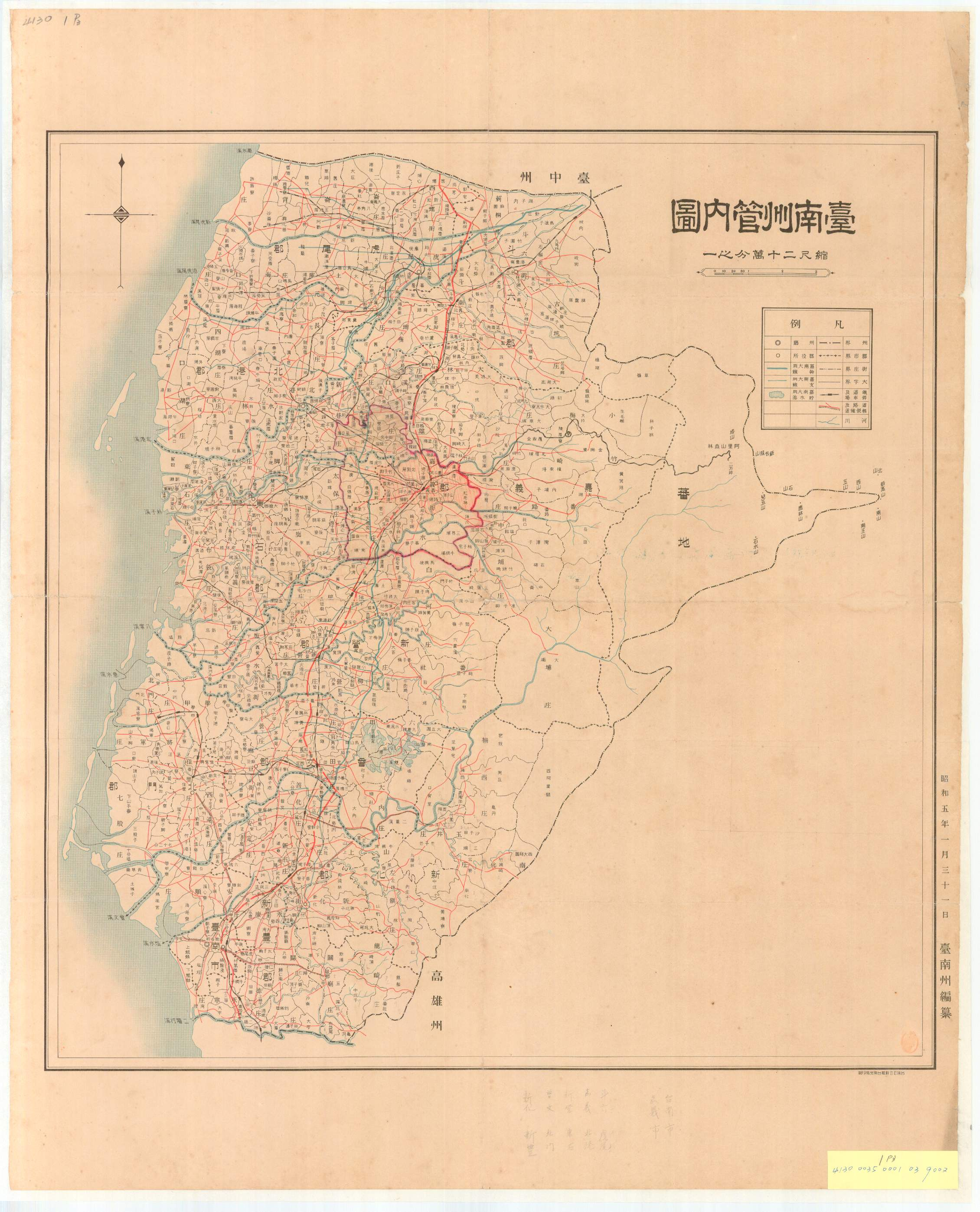
Prefectura Tainan

Ca urmare a înfrângerii Chinei în Primul Război Sino-Japonez din 1895, Taiwanul și insulele Penghu au fost cedate Japoniei prin Tratatul de la Shimonoseki. În mai 1895 a fost proclamată la Tainan înființarea Republicii Formosa, pentru a preveni ocupația japoneză. O armată japoneză a ajuns la Tainan în octombrie 1895. Liu Yongfu și ceilalți conducători republicani au fugit, lăsând orașul într-o stare de haos. Un misionar scoțian pe nume Thomas Barclay a fost ales de elitele locale și de comercianții străini pentru a negocia intrarea japonezilor în oraș. Drept urmare, Tainan a fost ocupat fără rezistență. Sub stăpânirea japoneză, Tainan a fost inițial administrat potrivit reglementărilor Tainan Ken (臺南縣). Cu o populație de aproximativ 50.000 de locuitori în 1904, Tainan era cel mai populat oraș din Taiwan.
Răscoala antijaponeză, cunoscută sub numele de Incidentul Tapani, a început la Ta-pa-ni (actualul Yujing) la 9 aprilie 1915. Revolta, condusă de Yu Qingfang, s-a răspândit rapid pe întreaga insulă și a fost susținută atât de chinezi, cât și de localnicii taiwanezi. Japonezii au zdrobit răscoala. Multe sate au fost distruse și mii de oameni au fost uciși în timpul represiunii care a urmat. Yu Qingfang a fost capturat la 22 august 1915. Peste 800 de persoane au fost condamnate la moarte la Tainan; peste 100 dintre ele au fost executate, în timp ce restul au fost grațiate de noul împărat Taishō. Locul unde a început revolta, Templul Xilai din Tainan (臺 南西 來 庵), a fost demolat. Evenimentul a marcat un punct de cotitură în politica japoneză, care a început să fie orientată de la pacificarea forțată a insulei către modernizarea și integrarea Taiwanului în Imperiul Japonez.
Japonezii au redenumit orașul Tainan Chō (臺南廳) în 1901 și apoi Tainan Shū (臺南州) în 1920. Prefectura Tainan includea actualul oraș Yunlin, comitatul Chiayi și regiunea extinsă a Tainanului. Tainan a servit ca oraș capitală. Japonezii au transformat orașul Tainan prin construirea unei infrastructuri moderne: școli, un tribunal, o primărie, sisteme noi de telecomunicații, o rețea extinsă de transport feroviar de mărfuri și pasageri, un nou canal Anping care l-a înlocuit pe vechiul Go-tiau-kang, un aeroport și un sistem de irigații de-a lungul regiunilor Tainan și Chiayi. Au fost realizate proiecte urbane moderne, fiind demolate zidurile orașului și vechile străzi înguste, care au fost înlocuite cu străzi largi care formează peisajul urban din centrul orașului modern Tainan. De asemenea, au fost introduse o serie de reforme sanitare, care erau foarte necesare.

### Perioada postbelică

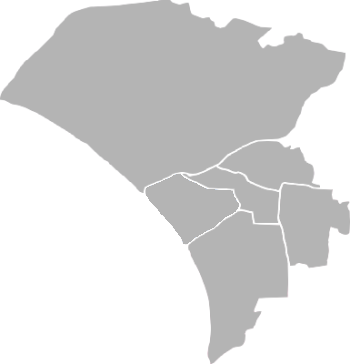
Orașul Tainan în perioada 1945-2010

Republica Chineză (ROC) a preluat administrarea Taiwanului la 25 octombrie 1945 după cel de-al Doilea Război Mondial. Au fost înființate orașul Tainan și comitatul Tainan, care au devenit entități locale separate în cadrul provinciei Taiwan în 1946. În Tainan au avut loc tulburări civile ca parte a revoltei antiguvernamentale din 28 februarie 1947. Tang De-Jhang, un avocat de origine japoneză, educat în Japonia, a fost membru al guvernului care a înființat „Comisia pentru cercetarea incidentelor din 28 februarie” și un candidat popular pentru postul de primar al orașului, dar a fost acuzat că este separatist și a fost arestat de armata ROC la 11 martie 1947. A fost torturat și executat a doua zi în parcul din fața Primăriei Tainan (numit acum Parcul Memorial Tang Te-chang). Tang a fost rejudecat postum și reabilitat mai târziu în luna martie. Ca și în alte regiuni din Taiwan, mulți oameni din Tainan au suferit din cauza opoziției lor reale sau aparente față de Kuomintang (KMT, Partidul Naționalist Chinez) în perioada autocratică.
Primele alegeri locale pentru posturile de consilier și primar al orașului Tainan au avut loc în 1950. În anii 1960 Tainan a fost depășit de orașul Kaohsiung ca centru economic al sudului Taiwanului, ca urmare a dezvoltării portului Kaohsiung. În timp ce orașul Tainan s-a confruntat cu probleme economice în a doua jumătate a secolului al XX-lea, comitatul, în special regiunea de la sudul râului, a beneficiat de programe de dezvoltare prioritare pe plan național. Finalizarea Autostrăzii Naționale nr. 1 a fost urmată de construirea mai multor parcuri industriale și de îmbunătățirea rețelei rutiere. Drept urmare, orașul s-a extins spre interiorul insulei către nord, est și apoi către districtele Yongkang și Rende.
Planul de dezvoltare a districtului Vest din 1992, prin lărgirea bulevardului Haian și construirea unei piețe subterane, s-a dovedit a fi un eșec, deoarece neefectuarea unei cercetări geologice și a unei planificări generale a făcut ca lucrările să trebuiască să fie stopate din cauza faptului că au dat de un strat de apă subterană. Dezvoltarea orașului a distrus o parte din zona istorică Go-tiau-kang, iar districtul Zhongzheng Road, care era încă din perioada stăpânirii japoneze cea mai populară arteră comercială a Tainanului, a intrat în declin din cauza creșterii poluării. La jumătatea anilor 1990 a început să se conștientizeze necesitatea protejării comorilor istorice și culturale ale Tainanului. Începând de atunci, guvernul și societățile civile au desfășurat activități pentru protejarea patrimoniului Tainanului. Autoritățile orașului încearcă să găsească un echilibru între protejarea vestigiilor istorice și modernizarea vechiului centru comercial.
După înființarea Parcului Științific Taiwanul de Sud în 1995, zona periferică a orașului a înregistrat o creștere rapidă a populației până în anii 2000. Orașul a devenit mai prosper după finalizarea mai multor planuri majore de infrastructură de transport. Centrul orașului s-a mutat spre est la mijlocul anilor 1990, mai aproape de districtele dens populate din zonele de est și de nord. Există mai multe planuri de dezvoltare pentru transformarea acestor cartiere în noile centre de afaceri ale orașului.
În 19 martie 2004, președintele Taiwanului, Chen Shui-bian, a fost împușcat în timp ce se afla în Tainan, unde participa la campania electorală pentru realegereasa. Orașul a fost un centru important al mișcării proindependență încă de la sfârșitul guvernării japoneze. La 21 octombrie 2008, vicepreședintele chinez al Asociației pentru relațiile dintre țările riverane Strâmtorii Taiwan, Zhang Mingqing, a fost rănit la o întâlnire cu un grup de protestatari în Templul Confucianist din Tainan.
La 25 decembrie 2010 comitatul Tainan și orașul Tainan au fuzionat pentru a forma municipalitatea specială Tainan.
Pe 6 februarie 2016 zona a fost lovită de un cutremur cu magnitudinea de 6,4 grade, care a cauzat 116 morți și pagube majore, inclusiv prăbușirea unor clădiri (vezi cutremurul din Tainan din 2016).

## Climă
Tainan are o climă de savană tropicală. Orașul este caracterizat de umiditate relativă ridicată pe tot parcursul anului (deși temperaturile scad într-o oarecare măsură în lunile de iarnă), cu un sezon ploios (din aprilie până în septembrie) și un sezon uscat (din octombrie până în martie).
| Date climatice pentru Tainan          | Date climatice pentru Tainan | Date climatice pentru Tainan | Date climatice pentru Tainan | Date climatice pentru Tainan | Date climatice pentru Tainan | Date climatice pentru Tainan | Date climatice pentru Tainan | Date climatice pentru Tainan | Date climatice pentru Tainan | Date climatice pentru Tainan | Date climatice pentru Tainan | Date climatice pentru Tainan | Date climatice pentru Tainan |
| Luna                                  | Ian                          | Feb                          | Mar                          | Apr                          | Mai                          | Iun                          | Iul                          | Aug                          | Sep                          | Oct                          | Nov                          | Dec                          | Anual                        |
| ------------------------------------- | ---------------------------- | ---------------------------- | ---------------------------- | ---------------------------- | ---------------------------- | ---------------------------- | ---------------------------- | ---------------------------- | ---------------------------- | ---------------------------- | ---------------------------- | ---------------------------- | ---------------------------- |
| Maxima medie °C (°F)                  | 23.9 (75)                    | 24.5 (76,1)                  | 26.4 (79,5)                  | 29.1 (84,4)                  | 31.3 (88,3)                  | 32.1 (89,8)                  | 32.9 (91,2)                  | 32.5 (90,5)                  | 32.0 (89,6)                  | 30.7 (87,3)                  | 27.7 (81,9)                  | 24.6 (76,3)                  | 28,8 (83,8)                  |
| Media zilnică °C (°F)                 | 17.6 (63,7)                  | 18.6 (65,5)                  | 21.2 (70,2)                  | 24.5 (76,1)                  | 27.2 (81)                    | 28.5 (83,3)                  | 29.2 (84,6)                  | 28.8 (83,8)                  | 28.1 (82,6)                  | 26.1 (79)                    | 22.8 (73)                    | 19.1 (66,4)                  | 24,3 (75,7)                  |
| Minima medie °C (°F)                  | 14.1 (57,4)                  | 15.1 (59,2)                  | 17.5 (63,5)                  | 21.2 (70,2)                  | 24.1 (75,4)                  | 25.7 (78,3)                  | 26.4 (79,5)                  | 26.0 (78,8)                  | 25.3 (77,5)                  | 23.0 (73,4)                  | 19.6 (67,3)                  | 15.6 (60,1)                  | 21,1 (70)                    |
| Minima istorică °C (°F)               | 2.6 (36,7)                   | 2.4 (36,3)                   | 5.1 (41,2)                   | 8.9 (48)                     | 14.7 (58,5)                  | 18.9 (66)                    | 21.1 (70)                    | 19.3 (66,7)                  | 15.4 (59,7)                  | 12.6 (54,7)                  | 2.9 (37,2)                   | 4.3 (39,7)                   | 2,4 (36,3)                   |
| Ploaie mm (inches)                    | 17.3 (0.681)                 | 28.1 (1.106)                 | 38.5 (1.516)                 | 79.5 (3.13)                  | 173.6 (6.835)                | 371.5 (14.626)               | 357.7 (14.083)               | 395.1 (15.555)               | 178.0 (7.008)                | 27.8 (1.094)                 | 16.7 (0.657)                 | 14.4 (0.567)                 | 1.698,2 (66,858)             |
| Umiditate [%]                         | 76.9                         | 78.1                         | 76.3                         | 76.8                         | 78.9                         | 77.5                         | 78.8                         | 79.7                         | 78.2                         | 75.8                         | 76.0                         | 75.5                         | 77,2                         |
| Nr. mediu de zile ploioase (≥ 0.1 mm) | 3.7                          | 4.7                          | 5.0                          | 7.2                          | 9.2                          | 13.1                         | 12.2                         | 15.3                         | 9.5                          | 2.5                          | 2.2                          | 2.8                          | 87,4                         |
| Ore însorite                          | 179.4                        | 158.3                        | 178.8                        | 172.8                        | 186.9                        | 181.7                        | 210.8                        | 189.1                        | 179.2                        | 196.2                        | 172.6                        | 175.0                        | 2.180,8                      |
| Sursă: Central Weather Bureau         |                              |                              |                              |                              |                              |                              |                              |                              |                              |                              |                              |                              |                              |

## Economie

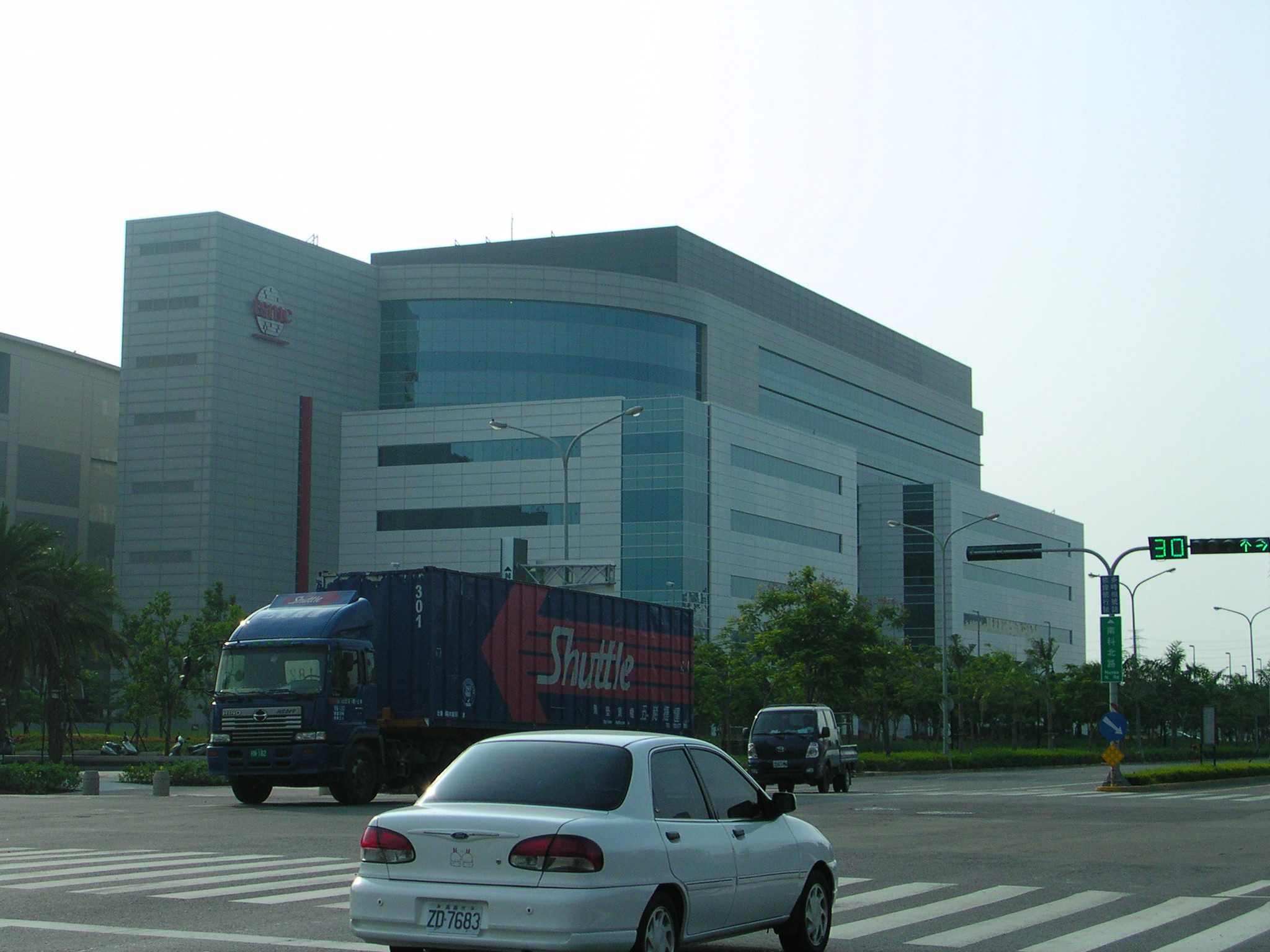
Clădirea companiei TSMC în parcul științific Tainan

Tainan joacă încă un rol important în fabricarea pieselor auto, prelucrarea alimentelor, confecționarea textilelor, a obiectelor din material plastic și a altor produse tradiționale. Printre companiile notabile se numără Uni-President, Chi Mei și Tainan Spinning, care își au sediul în oraș. În total, producția industrială a reprezentat 62,6% din produsul brut al orașului în 2010.

### Turism

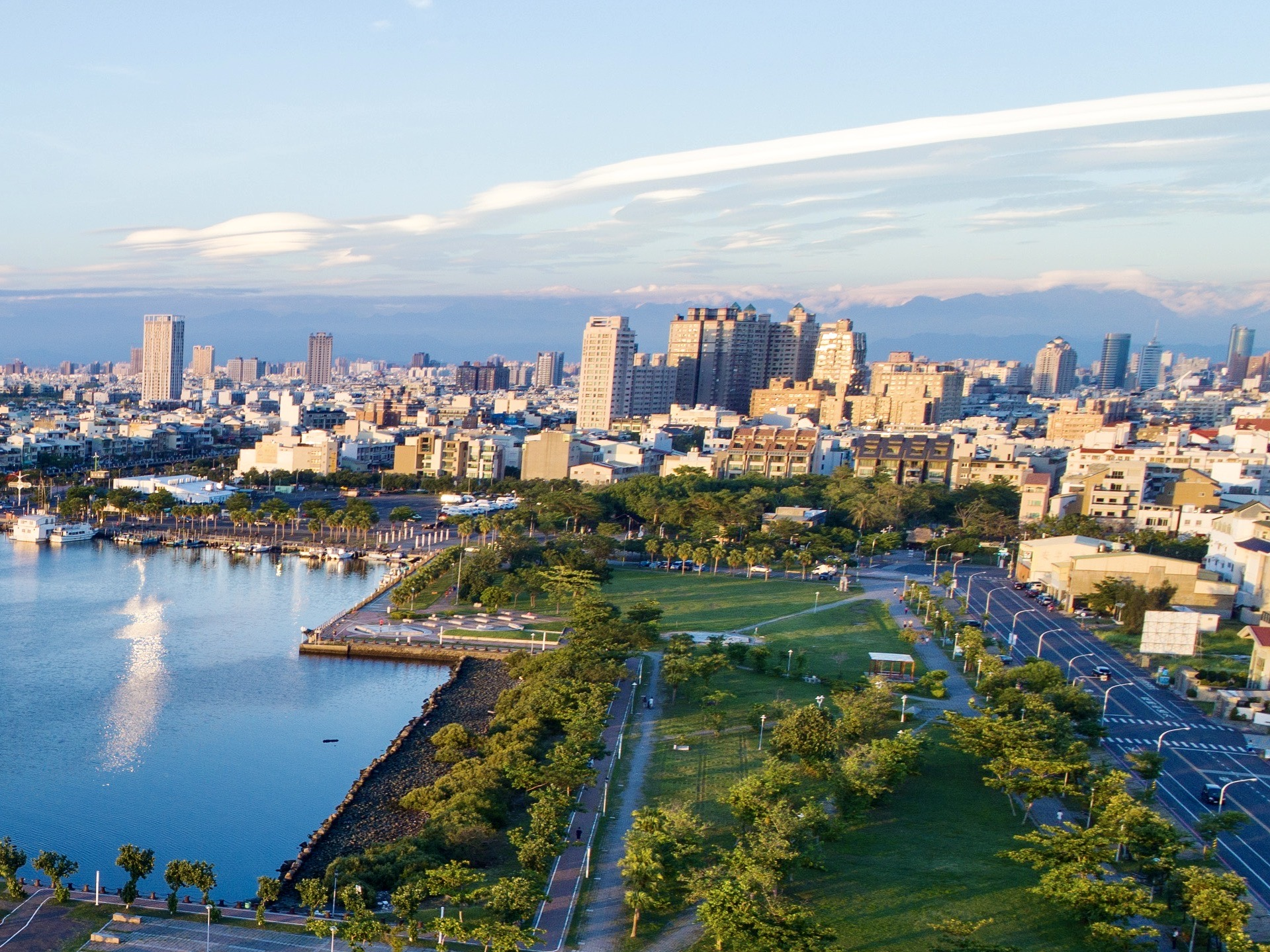
Panoramă a Tainanului la apusul soarelui

Turismul este o industrie cu o importanță din ce în ce mai mare. Fiind prima capitală a Taiwanului, orașul Tainan are un patrimoniu cultural bogat, al cărui potențial este în curs de explorare. În prima jumătate a anului 2013 atracțiile turistice ale orașului au fost vizitate de peste 7 milioane de vizitatori. Există hoteluri de înaltă calitate în oraș, inclusiv hotelul Shangri-la de lângă gara Tainan.

## Personalități născute aici
- Chou Tzu-yu (cunoscută ca Tzuyu, n. 1999), cântăreață.

## Vezi și
- Lista orașelor din Taiwan

## Legături externe
- La Wikivoyage găsiți un ghid turistic despre :en:Tainan
- Date geografice legate de Tainan la OpenStreetMap
- Site-ul oficial al administrației orașului Tainan
- Informații de călătorie în Tainan
- Sistemul de informații privind cursele autobuzelor din Tainan
- Templul confucianist din Tainan Arhivat în 5 septembrie 2007, la Wayback Machine.